# Liste des cardinaux créés par Benoît XIV

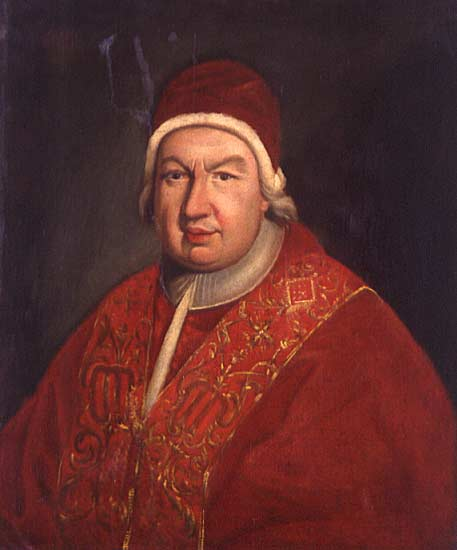
Le pape Benoît XIV.

Le pape Benoît XIV a créé au cours de son pontificat (1740-1758), 64 cardinaux dans 7 consistoires :

## Créés le 9 septembre 1743
- Joaquín Fernández Portocarrero
- Camillo Paolucci
- Raffaele Cosimo De Girolami
- Carlo Alberto Guidoboni Cavalchini
- Giovanni Battista Barni
- Giacomo Oddi
- Federico Marcello Lante Montefeltro della Rovere
- Marcello Crescenzi
- Giorgio Doria
- Francesco Landi Pietra
- Giuseppe Pozzobonelli
- Francesco Ricci
- Antonio Maria Ruffo
- Mario Bolognetti
- Girolamo Colonna di Sciarra
- Prospero Colonna di Sciarra
- Carlo Leopoldo Calcagnini
- Alessandro Tanara
- Filippo Maria De Monti
- Girolamo De Bardi
- Luigi Maria Lucini OP
- Fortunato Tamburini OSB
- Gioacchino Besozzi O.Cist.
- Domenico Orsini d'Aragona
- Jean-Théodore de Bavière, in pectore

## Créés le 10 avril 1747
- Álvaro Eugenio de Mendoza Caamaño Sotomayor
- Daniele Delfino
- Raniero Felice Simonetti
- Frédéric Jérôme de La Rochefoucauld
- Armand de Rohan-Soubise
- Ferdinand Julius von Troyer
- Giovanni Battista Mesmer
- José Manuel da Câmara de Atalaia
- Giovanni Francesco Albani
- Mario Millini
- Carlo Vittorio Amedeo delle Lanze

## Créé le 3 juillet 1747
- Henri Benoît Stuart

## Créés le 26 novembre 1753
- Giuseppe Maria Feroni
- Fabrizio Serbelloni
- Giovanni Francesco Stoppani
- Luca Melchiore Tempi
- Carlo Francesco Durini
- Enrico Enriquez
- Cosimo Imperiali
- Vincenzo Malvezzi Bonfioli
- Luigi Mattei
- Giovanni Giacomo Millo
- Clemente Argenvilliers
- Antonio Andrea Galli
- Flavio Chigi
- Giovanni Francesco Banchieri
- Giuseppe Livizzani Mulazzini
- Luigi Maria Torregiani

## Créé le 22 avril 1754
- Antonio Sersale

## Créé le 18 décembre 1754
- Luis Antonio Fernández de Córdoba Portocarrero

## Créés le 5 avril 1756
- Nicolas de Saulx-Tavannes
- Alberico Archinto
- Giovanni Battista Rotario da Pralormo
- Francisco de Solís Folch de Cardona
- Johann Joseph von Trautson
- Paul d'Albert de Luynes
- Étienne-René Potier de Gesvres
- Franz Konrad von Rodt
- Francisco de Saldanha da Gama

### Source
- Charles Berton et Jacques-Paul Migne, Dictionnaire des cardinaux : contenant des notions générales sur le cardinalat, Paris, Jacques-Paul Migne, 1857, 1824 p. (lire en ligne) La Liste des Cardinaux créés par Benoit XIV est page 1793.